# Bataille de Kolofata
Ne doit pas être confondu avec Combat de Kolofota.
Insurrection djihadiste au Nigeria
La bataille de Kolofata a lieu le 12 janvier 2015 lors de l'insurrection de Boko Haram.

## Déroulement
Le 12 janvier 2015, les forces de Boko Haram lancent une importante offensive sur la ville camerounaise de Kolofata, située sur la frontière avec le Nigeria. La place est défendue par le Bataillon d'intervention rapide (BIR). La base militaire est protégée par un fossé et un remblai de terre.
Dans la matinée, à 06h30 (heure locale, 05H30 GMT), les djihadistes profitent d'un épais brouillard pour traverser discrètement la frontière et tenter de prendre les troupes camerounaises par surprise,,. Cependant l'alerte est donnée et plusieurs habitants de la ville prennent la fuite,. Le combat s'engage et dure entre trois et cinq heures, il se déroule près du camp militaire et sur d'autres points névralgiques de la localité,. Le camp est fortement attaqué et plusieurs djihadistes pénètrent dans l'enceinte avant d’être abattus. Le commandant de la garnison, le capitaine  Ibrahim Njankouo utilise les armes lourdes à sa disposition : deux mitrailleuses de 12,7 mm, deux canons de 14,5 mm, un blindé armé d'un canon de 30 mm et plusieurs mortier de 120 mm. Les islamistes sont repoussés et se replient sur le Nigeria,.
L'armée camerounaise se saisit de fusils d’assaut, d'armes lourdes, de munitions, et de terminaux de transmission.

## Les pertes
Dans la soirée du 12 janvier, le gouvernement camerounais donne un bilan de 143 « terroristes » tués contre seulement un mort et quatre blessés du côté de l'armée. L'AFP indique cependant que « aucun bilan de source indépendante n'a pu être établi »,. Toutefois l'évaluation est possiblement imprécise, en février le capitaine Ibrahim Njankouo déclare à Jeune Afrique : « Parfois, à la jumelle, on décompte ceux qui ont été transportés dans le camp des insurgés ». D'après lui les pertes des djihadistes ont été estimées à 146 tués et il déclare que ses pertes sont de 1 mort et 7 blessés. 
Au cours de cette bataille, le « général » des djihadistes est tué par un tireur de précision,.
Selon RFI, parmi les tués figurent plusieurs combattants à la peau claire que les Camerounais soupçonnent d'être des Touaregs,. Le capitaine Ibrahim Njankouo évoque également la présence de Touaregs nigériens, de Soudanais et de Libyens parmi les corps retrouvés.